# Campyloneurum nitidum
Campyloneurum nitidum là một loài thực vật có mạch trong họ Polypodiaceae. Loài này được (Kaulf.) C. Presl miêu tả khoa học đầu tiên năm 1836.